# Rupia nepalesa
La rupia nepalesa (en nepalès नेपाली रूपैयाँ nepāli rupiyā o, simplement, रूपैयाँ rupiyā) és la moneda del Nepal. El codi ISO 4217 és NPR i s'acostuma a abreujar Rs o amb el símbol de la rupia, ₨; o bé NRs, per diferenciar-la d'altres menes de rupies. Es divideix en 100 paisai (पैसै), en singular paisā (पैस).
Es va adoptar el 1932 en substitució del mohar d'argent, a raó de 2 mohars per rupia. Al començament la rupia es va anomenar mohru en nepalès.

## Monedes i bitllets
Emesa pel Banc Central del Nepal (नेपाल राष्ट्र बैंक Nepāl Rāstra Bainka), en circulen monedes d'1, 5, 10, 25 i 50 paisai i d'1, 2, 5 i 10 rupies, i bitllets d'1, 2, 5, 10, 20, 50, 100, 500 i 1.000 rupies.

## Taxes de canvi
- 1 EUR = 127 NPR (26 de gener del 2018)
- 1 USD = 102 NPR (26 de gener del 2018)

Té un canvi fix respecte a la rupia índia a raó d'1,6 NPR per cada rupia índia.